# Sun Group

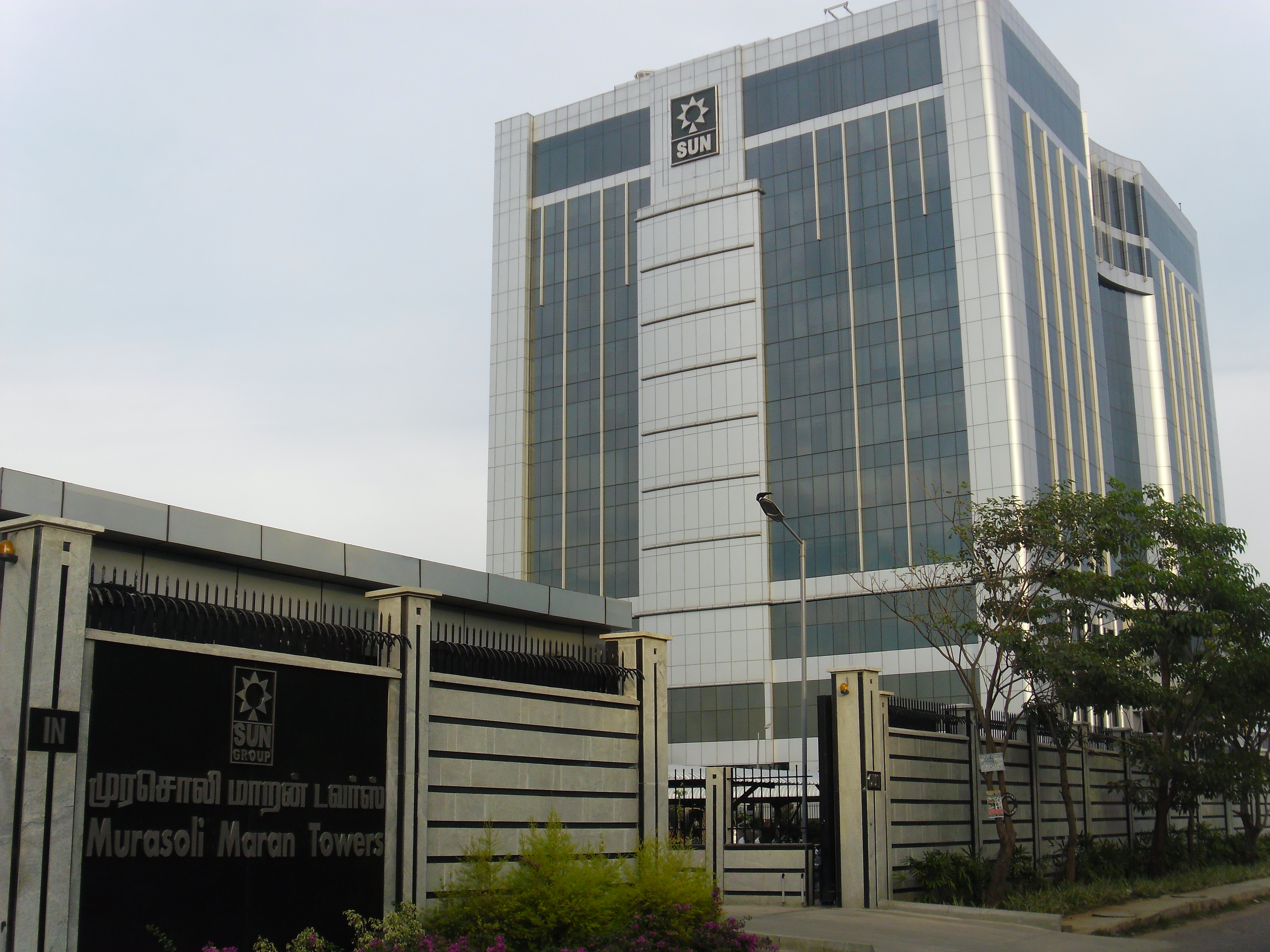
Sun Group (2012)

Sun Group ist ein indischer Mischkonzern mit Hauptsitz in Chennai, Tamil Nadu, Indien. Die Gruppe wurde vom indischen Milliardär Kalanidhi Maran und seinen Familienmitgliedern 1992 gegründet. Sun Group ist nach eigenen Angaben Indiens größter Medienkonzern mit einer Reichweite von mehr als 95 Millionen Haushalten in Indien. Die Sun Group ist unterteilt in zwei Verwaltungseinheiten.

## Kal Media Services Pvt. Ltd.
- 32 Fernsehsender Sun TV Network
- 45 Radiosender in Indien
- 3 Zeitungen, die Dinakaran, Tamil Murasu und Malai Murasu gehören zu den auflagenstärksten tamilischen Tageszeitungen.
- 6 Zeitschriften, die Magazine Kungumum, Kungumam Thozhi, Mutharam, Vannathirai, Kumguma Chimizh und Aanmigam Palan erscheinen wöchentlich.
- Sun Pictures, Filmproduktionsgesellschaft

## Kal Airways Pvt. Ltd.
- SpiceJet, die 2005 gegründete Fluggesellschaft beförderte bereits 2008 4,069 Millionen Passagiere.[2]